# Lick It Up (píseň)
Lick It Up je píseň americké rockové skupiny Kiss vydaná na albu Lick It Up. Píseň napsali Paul Stanley a Vinnie Vincent. Píseň byla vydána jako první singl z alba. Nejvýše se umístila na 40. pozici ve Velké Británii, Švýcarsku a Kanadě.
Díky oblibě u fanoušků se stala pevnou součástí téměř každého vystoupení.[zdroj?]

## Další výskyt
"Lick It Up" se objevil na následujících albech Kiss:
- Lick It Up – Original studio verze
- Alive III – Live verze
- Kiss Symphony: Alive IV – Live verze s Melbournským symfonickým orchetrem
- Smashes, Thrashes & Hits – Studio verze
- The Box Set – Live version
- The Very Best of Kiss – Studio verze
- The Best of Kiss, Volume 2: The Millennium Collection – Studio verze
- Kiss Alive! 1975-2000 – Live verze

## Sestava
- Paul Stanley – zpěv, rytmická kytara
- Gene Simmons – zpěv, basová kytara
- Vinnie Vincent – sólová kytara, basová kytara
- Eric Carr – zpěv, bicí, perkuse